# ماهواره پارس 1
ماهواره پارس ۱، ماهواره‌ای تحقیقاتی است که مراحل طراحی، ساخت، تجمیع و آزمون آن در پژوهشگاه فضایی ایران انجام شده است. این ماهواره ۱۳۴ کیلوگرمی، از سری ماهواره‌های تحقیقاتی - سنجشی پژوهشگاه فضایی ایران است و به منظور تصویربرداری کاربردی، توسعه بازار داده‌های سنجشی داخلی، و توسعه و آزمون فناوری‌های مورد نیاز ماهواره‌های سنجشی عملیاتی بومی طراحی و تولید شده است.
 ماموریت‌های کاربردی ماهواره پارس-۱ تهیه نقشه‌هایی با مقیاس‌های مورد نیاز از منابع آبی، حوزه‌های زیستی و مراکز جمعیتی است.